# Залізко Олександр Броніславович
Олекса́ндр Бронісла́вович Залі́зко (нар. 12 липня 1982 — 23 квітня 2016) — солдат Збройних сил України, учасник російсько-української війни.

## Життєпис
Народився 1982 року у місті Житомир. 1993 року помирає мама, вихованям дітей — Сашка та старшої сестри Тетяни — займався батько Броніслав Адамович. Олександр допомагав батьку у всьому, виконував як чоловічу, так й жіночу роботу. Закінчив 9-й клас Житомирського екологічного ліцею № 24, здобув освіту за спеціальністю «електрик», служив у Збройних силах України. Після демобілізації вивчився ще на зварювальника; любив працювати з металом, виготовляв з нього різні вироби. У липні 2007 року одружився з обраницею Альоною; 2009-го народився син Єгор, а в 2014-му — дочка Аріна. Католик, парафія Семінарійського костелу Святого Йоана з Дуклі, прислуговував біля священника під час звершення меси.
Ще весною 2014 року хотів піти до війська добровольцем, дружина його вмовила — нещодавно народилася донька. Мобілізований 1 березня 2015 року; солдат, кулеметник 54-ї окремої механізованої бригади, навідник-оператор.
23 квітня 2016-го загинув під час бою з терористичною ДРГ на спостережному пункті поблизу смт Луганське (Бахмутський район). Тоді ж поліг Денис Іванов, ще один вояк потрапив у полон.
27 квітня 2016 похований у місті Житомир, Смолянське військове кладовище.
Без Олександра лишилися батько, сестра, дружина, син і донька.

## Нагороди та вшанування
- Указом Президента України № 421/2016 від 29 вересня 2016 року «за особисту мужність і високий професіоналізм, виявлені у захисті державного суверенітету та територіальної цілісності України, вірність військовій присязі» — нагороджений орденом «За мужність» III ступеня (посмертно)[1].
- 21 листопада 2016 на фасаді Житомирського екологічного ліцею № 24 відкрили меморіальну дошку Олександрові Залізку.